# アンリ・キャロワーヌ
アンリ・キャロワーヌ（フランス語: Henri Caroine、1981年9月7日 - ）は、タヒチのサッカー選手。現在、タヒチ・ディビジョン・フェデレールのASドラゴンに所属しており、タヒチ代表。

## 代表歴
タヒチ代表としてのデビューはOFCネイションズカップ2012である。二試合目以降の全ての試合にスターティングメンバーとして出場し、同国の優勝に貢献した。

## 個人成績
| タヒチ代表 | タヒチ代表 | タヒチ代表 |
| 年         | 出場       | 得点       |
| ---------- | ---------- | ---------- |
| 2012       | 5          | 0          |
| 2013       | 4          | 0          |
| 2016       | 3          | 0          |
| 計         | 12         | 0          |

## タイトル

### クラブ
- タヒチ・ディビジョン・フェデレール:

優勝 (1): 2012

### 代表
- OFCネイションズカップ:

優勝 (1): 2012